# Peire del Vilar
Peire del Vilar (segle xiii) va ser un trobador llenguadocià del qual no en sabem gairebé res.
De la seva obra poètica ens ha arribat un sirventès, Sendatz vermeills, endis i ros (365,1), dedicat al comte de Rodés, en què s'anuncia una guerra amb els anglesos, desitjosos de recuperar les possessions que havien perdut a Guiena i la Normandia. La data d'aquesta composició és confusa ja que no se sap del cert a quin període fa referència. La resposta varia segons els autors; alguns d'ells, com Alfred Jeanroy, el sirventès es referiria a la revolta de 1242, mentre que altres autors com Laura Kendrick proposa la guerra franco-catalana del 1285.